# Lekkoatletyka na Letnich Igrzyskach Olimpijskich 1964 – bieg na 800 m mężczyzn
Bieg na 800 metrów mężczyzn podczas XVIII Letnich Igrzysk Olimpijskich w Tokio rozegrano 14 (eliminacje), 15  (półfinały) i 16 października 1964 (finał) na Stadionie Olimpijskim w Tokio. Zwycięzcą został Nowozelandczyk Peter Snell, który tym samym obronił tytuł mistrza olimpijskiego zdobyty cztery lata wcześniej na igrzyskach olimpijskich w Rzymie. Kilka dni później (21 października) Snell zdobył złoty medal w biegu na 1500 metrów.

## Rekordy

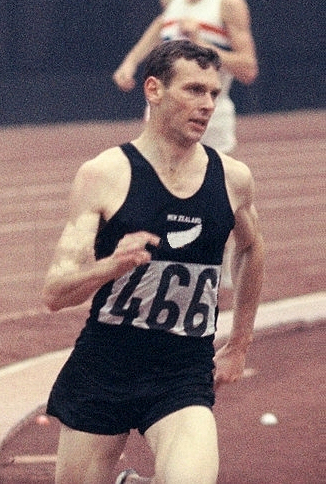
Peter Snell

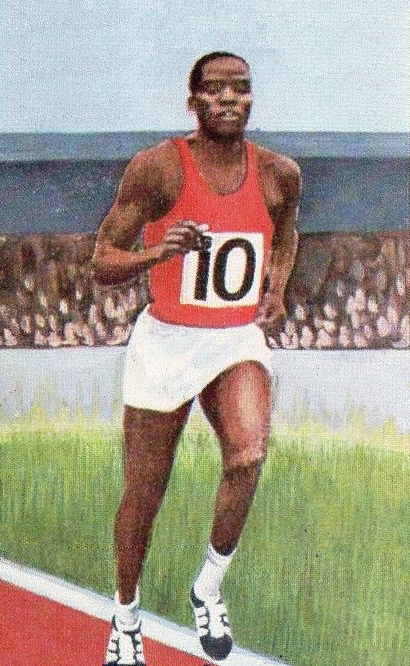
Wilson Kiprugut

|                   | zawodnik    | narodowość    | czas   | data                 | miejsce      |
| ----------------- | ----------- | ------------- | ------ | -------------------- | ------------ |
| Rekord świata     | Peter Snell | Nowa Zelandia | 1:44,3 | 3 lutego 1962(dts)   | Christchurch |
| Rekord olimpijski | Peter Snell | Nowa Zelandia | 1:46,3 | 2 września 1960(dts) | Rzym         |

## Wyniki
| Poz. – pozycja |
| – rekord świata \| – rekord krajowy \| – rekord życiowy \| = – wyrównany rekord życiowy \| · – najlepszy wynik w sezonie \| = – wyrównany najlepszy wynik w sezonie \| – rekord olimpijski |
| Fn – falstart \| DNF – nie ukończył \| DNS – nie wystartował \| DSQ – zdyskwalifikowany |

### Eliminacje
Rozegrano sześć biegów eliminacyjnych. Do półfinałów awansowało po czterech najlepszych zawodników z każdego biegu.

#### Bieg 1
| Poz. | Zawodnik             | Narodowość        | Rezultat | Uwagi |
| ---- | -------------------- | ----------------- | -------- | ----- |
| 1    | Wilson Kiprugut      | Kenia             | 1:47,8   | Q     |
| 2    | Tom Farrell          | Stany Zjednoczone | 1:48,6   | Q     |
| 3    | Walerij Bułyszew     | ZSRR              | 1:48,6   | Q     |
| 4    | Jos Lambrechts       | Belgia            | 1:48,9   | Q     |
| 5    | François Châtelet    | Francja           | 1:48,9   |       |
| 6    | Ebrahim Yazdan Panah | Iran              | 1:54,7   |       |
| 7    | Hugo Walser          | Liechtenstein     | 1:57,5   |       |
| 8    | Nipon Pensuvapap     | Tajlandia         | 1:58,8   |       |

#### Bieg 2
| Poz. | Zawodnik          | Narodowość      | Rezultat | Uwagi |
| ---- | ----------------- | --------------- | -------- | ----- |
| 1    | Dieter Bogatzki   | Niemcy          | 1:50,3   | Q     |
| 2    | Stig Lindbäck     | Szwecja         | 1:50,8   | Q     |
| 3    | Chris Carter      | Wielka Brytania | 1:51,0   | Q     |
| 4    | Pekka Juutilainen | Finlandia       | 1:51,0   | Q     |
| 5    | Neville Myton     | Jamajka         | 1:52,4   |       |
| 6    | Michel Medinger   | Luksemburg      | 1:52,6   |       |
| 7    | Dulamyn Amarsanaa | Mongolia        | 1:52,6   |       |
| 8    | Anar Khan         | Pakistan        | 1:56:4   |       |

#### Bieg 3
| Poz. | Zawodnik             | Narodowość        | Rezultat | Uwagi |
| ---- | -------------------- | ----------------- | -------- | ----- |
| 1    | Manfred Kinder       | Niemcy            | 1:49,5   | Q     |
| 2    | Ahmed Issa           | Czad              | 1:49,7   | Q     |
| 3    | Derek McCleane       | Irlandia          | 1:49,9   | Q     |
| 4    | Rein Tölp            | ZSRR              | 1:50,0   | Q     |
| 5    | Peter Francis        | Kenia             | 1:50,1   |       |
| 6    | Morgan Groth         | Stany Zjednoczone | 1:51,4   |       |
| 7    | José Neira           | Kolumbia          | 1:55,6   |       |
| 8    | Ramasamy Subramaniam | Malezja           | 1:58,5   |       |

#### Bieg 4
| Poz. | Zawodnik           | Narodowość        | Rezultat | Uwagi |
| ---- | ------------------ | ----------------- | -------- | ----- |
| 1    | Peter Snell        | Nowa Zelandia     | 1:49,0   | Q     |
| 2    | Jerry Siebert      | Stany Zjednoczone | 1:49,2   | Q     |
| 3    | Jacques Pennewaert | Belgia            | 1:49,2   | Q     |
| 4    | Abram Kriwosziejew | ZSRR              | 1:49,5   | Q     |
| 5    | Alan Dean          | Wielka Brytania   | 1:49,6   |       |
| 6    | Chung Kyo-mo       | Korea Południowa  | 1:51,8   |       |
| 7    | Don Bertoia        | Kanada            | 1:52,2   |       |
| 8    | Mamo Sebsibe       | Etiopia           | 1:52,8   |       |

#### Bieg 5
| Poz. | Zawodnik             | Narodowość      | Rezultat | Uwagi |
| ---- | -------------------- | --------------- | -------- | ----- |
| 1    | John Boulter         | Wielka Brytania | 1:48,9   | Q     |
| 2    | George Kerr          | Jamajka         | 1:48,9   | Q     |
| 3    | Tony Blue            | Australia       | 1:49,7   | Q     |
| 4    | Manfred Matuschewski | Niemcy          | 1:50,0   | Q     |
| 5    | Noel Carroll         | Irlandia        | 1:51,1   |       |
| 6    | Rolf Jelinek         | Szwajcaria      | 1:54,6   |       |
| –    | Amos Gilad           | Izrael          | DNF      |       |

#### Bieg 6
| Poz. | Zawodnik          | Narodowość | Rezultat | Uwagi |
| ---- | ----------------- | ---------- | -------- | ----- |
| 1    | Bill Crothers     | Kanada     | 1:49,3   | Q     |
| 2    | Maurice Lurot     | Francja    | 1:49,8   | Q     |
| 3    | Mamoru Morimoto   | Japonia    | 1:49,9   | Q     |
| 4    | Rudolf Klaban     | Austria    | 1:49,9   | Q     |
| 5    | Francesco Bianchi | Włochy     | 1:50,2   |       |
| 6    | Paul Roekaerts    | Belgia     | 1:50,9   |       |
| 7    | Mike Field        | Hongkong   | 1:54,0   |       |
| 8    | Hassan Dyamwale   | Tanganika  | 1:54,9   |       |

### Półfinały
Rozegrano trzy biegi półfinałowe. Do finału awansowało po dwóch najlepszych zawodników z każdego biegu (Q) oraz dwóch z najlepszymi czasami spośród pozostałych (q).

#### Bieg 1
| Poz. | Zawodnik             | Narodowość        | Rezultat | Uwagi |
| ---- | -------------------- | ----------------- | -------- | ----- |
| 1    | Peter Snell          | Nowa Zelandia     | 1:46,9   | Q     |
| 2    | Jerry Siebert        | Stany Zjednoczone | 1:47,0   | Q     |
| 3    | Jacques Pennewaert   | Belgia            | 1:47,0   | q     |
| 4    | Manfred Matuschewski | Niemcy            | 1:47,3   |       |
| 5    | Walerij Bułyszew     | ZSRR              | 1:47,5   |       |
| 6    | Mamoru Morimoto      | Japonia           | 1:47,7   |       |
| 7    | Maurice Lurot        | Francja           | 1:49,7   |       |
| 8    | Stig Lindbäck        | Szwecja           | 1:49,8   |       |

#### Bieg 2
| Poz. | Zawodnik           | Narodowość      | Rezultat | Uwagi |
| ---- | ------------------ | --------------- | -------- | ----- |
| 1    | George Kerr        | Jamajka         | 1:46,1   | Q     |
| 2    | Wilson Kiprugut    | Kenia           | 1:46,1   | Q =   |
| 3    | Dieter Bogatzki    | Niemcy          | 1:46,9   | q     |
| 4    | John Boulter       | Wielka Brytania | 1:47,1   |       |
| 5    | Rudolf Klaban      | Austria         | 1:47,4   | [ 4 ] |
| 6    | Abram Kriwosziejew | ZSRR            | 1:47,5   |       |
| 7    | Derek McCleane     | Irlandia        | 1:48,4   |       |
| 8    | Pekka Juutilainen  | Finlandia       | 1:50,3   |       |

#### Bieg 3
| Poz. | Zawodnik       | Narodowość        | Rezultat | Uwagi |
| ---- | -------------- | ----------------- | -------- | ----- |
| 1    | Bill Crothers  | Kanada            | 1:47,3   | Q     |
| 2    | Tom Farrell    | Stany Zjednoczone | 1:47,8   | Q     |
| 3    | Manfred Kinder | Niemcy            | 1:47,9   |       |
| 4    | Chris Carter   | Wielka Brytania   | 1:49,1   |       |
| 5    | Rein Tölp      | ZSRR              | 1:49,1   |       |
| 6    | Ahmed Issa     | Czad              | 1:49,4   |       |
| 7    | Tony Blue      | Australia         | 1:49,6   |       |
| 8    | Jos Lambrechts | Belgia            | 1:52,8   |       |

### Finał
| Poz. | Zawodnik           | Narodowość        | Rezultat | Uwagi |
| ---- | ------------------ | ----------------- | -------- | ----- |
| 1    | Peter Snell        | Nowa Zelandia     | 1:45,1   | OR    |
| 2    | Bill Crothers      | Kanada            | 1:45,6   | [ 5 ] |
| 3    | Wilson Kiprugut    | Kenia             | 1:45,9   |       |
| 4    | George Kerr        | Jamajka           | 1:45,9   |       |
| 5    | Tom Farrell        | Stany Zjednoczone | 1:46,6   |       |
| 6    | Jerry Siebert      | Stany Zjednoczone | 1:47,0   |       |
| 7    | Dieter Bogatzki    | Niemcy            | 1:47,2   |       |
| 8    | Jacques Pennewaert | Belgia            | 1:50,5   |       |